# Johan Christofer Bring

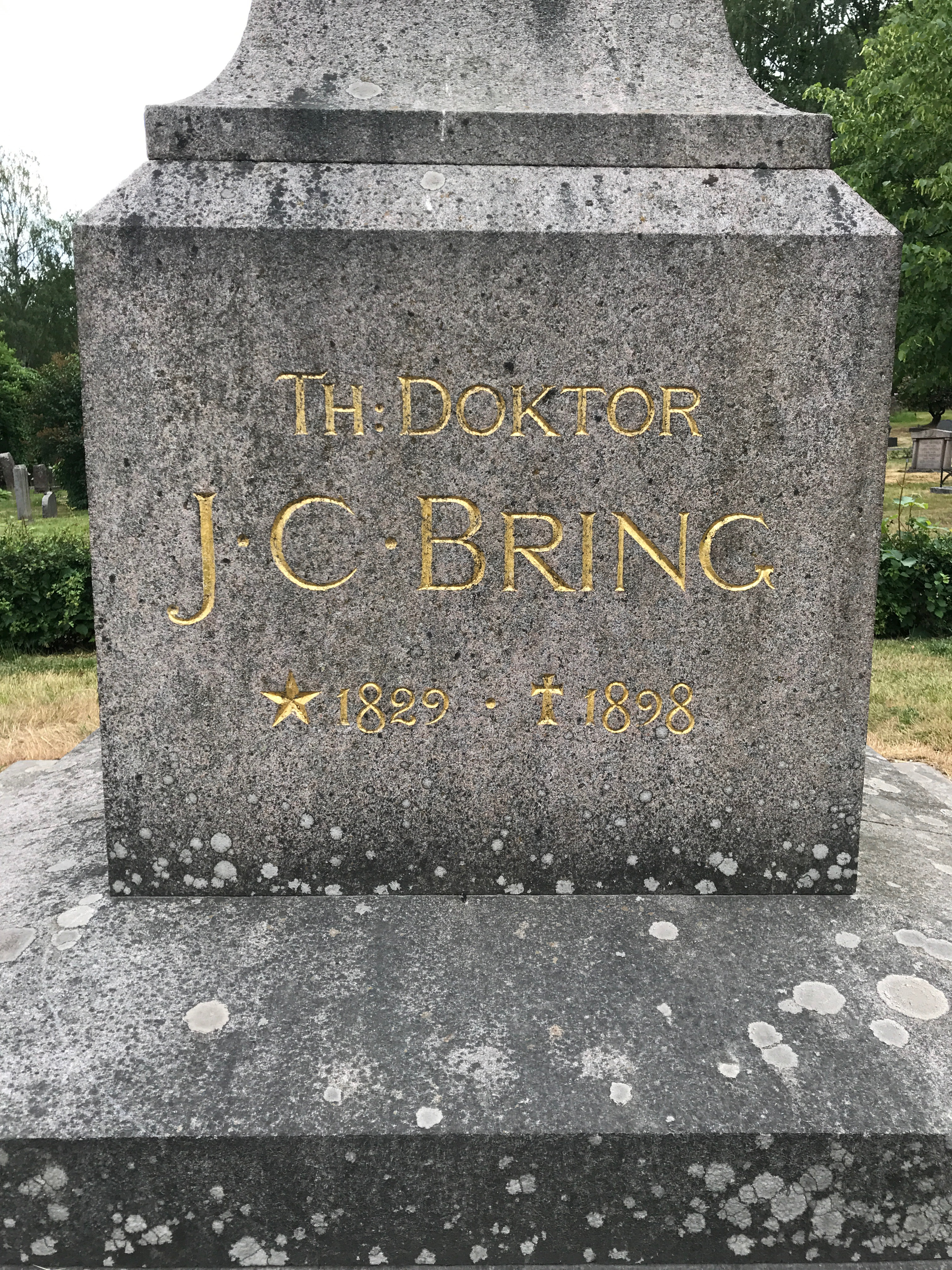
Sockeln på gravvården på Norra begravningsplatsen

Johan Christofer Bring, född den 6 april 1829 i Össjö, Skåne, död den 4 juli 1898 på Ersta diakoni, Stockholm, var en svensk präst och diakoniman, bror till Sven Libert Bring samt kusin till Ebbe Gustaf Bring och Gottfrid Billing.

## Biografi
Bring blev student vid Lunds universitet 1847, avlade 1852 prästexamen och förordnades samma år, sedan han blivit prästvigd, som vice pastor i Tullstorps församling, en befattning som han innehade till 1862, då han blev föreståndare för diakonissanstalten i Stockholm. 
Bring, som 1859 avlagt pastoralexamen, blev 1873 tjänstgörande extra ordinarie och 1891 ordinarie hovpredikant samt ledamot av hovkonsistorium. Under Brings 36 år på Ersta utvecklades diakonissverksamheten i Sverige avsevärt och som ett erkännande för hans gärning därvidlag promoverades han till teologie doktor vid jubelfesten i Uppsala 1893.  
Alltifrån 1863 utgav Bring diakonissanstaltens organ, Olivebladet, samt från 1888 julkalendern Febe och författade flera smärre skrifter av pastoral karaktär, vilka utgått i flera upplagor, såsom För våra sjuka (1889-91, 1900), Några drag i kärlekens bild (1872), Om ett rätt umgående med Guds ord (1870) och så vidare. 
Vittnesbörd om Brings omfattande homiletiska verksamhet är predikosamlingen Vid Jesu fötter (1898), Minnen från andaktsstunder vid diakonissanstalten (1876-81, 1897), Minnesord för confirmander (1876) liksom ett större antal strödda predikningar, bland annat i den av samfundet Pro fide et christianismo utgivna och av Bring under fyra år redigerade Söndagsvännen. Åtskilliga av Brings skrifter har översatts till norska, finska och tyska.